# Cayo Fannio
Cayo o Gayo Fannio  fue un político y militar de la República romana, pariente del cónsul del año 161 a. C. Cayo Fannio Estrabón.

## Carrera pública
Fue tribuno de la plebe, cargo en el que habría seguido la orientación y sido asesorado por Escipión Emiliano, y después fue cónsul en el año 122 a. C. junto con Cneo Domicio Enobarbo; Fannio debió su elección al apoyo de Cayo Sempronio Graco quien decantó el favor del pueblo para impedir que Lucio Opimio, su enemigo político, obtuviera dicha magistratura.
Pero tan pronto Fannio comenzó su consulado, apoyó a la aristocracia y se opuso a las medidas de Graco. Ordenó a los aliados itálicos salir de Roma y habló contra la pretensión de Graco de conceder a los latinos la ciudadanía romana.
Este discurso se conservaba y fue considerado como una obra maestra en la época de Cicerón. Muchas personas cuestionaron que este hubiera sido compuesto por el mismo Fannio, ya que tenía la reputación de ser solo un orador mediocre, pero Cicerón se lo asignó. Era continuamente leído por los gramáticos.